# Józefówek (Józefów)
Józefówek (niem. Neuhof) – część wsi Józefów w Polsce położonej w województwie opolskim, w powiecie prudnickim, w gminie Biała.
W latach 1975–1998 miejscowość administracyjnie należała do ówczesnego województwa opolskiego.

## Historia

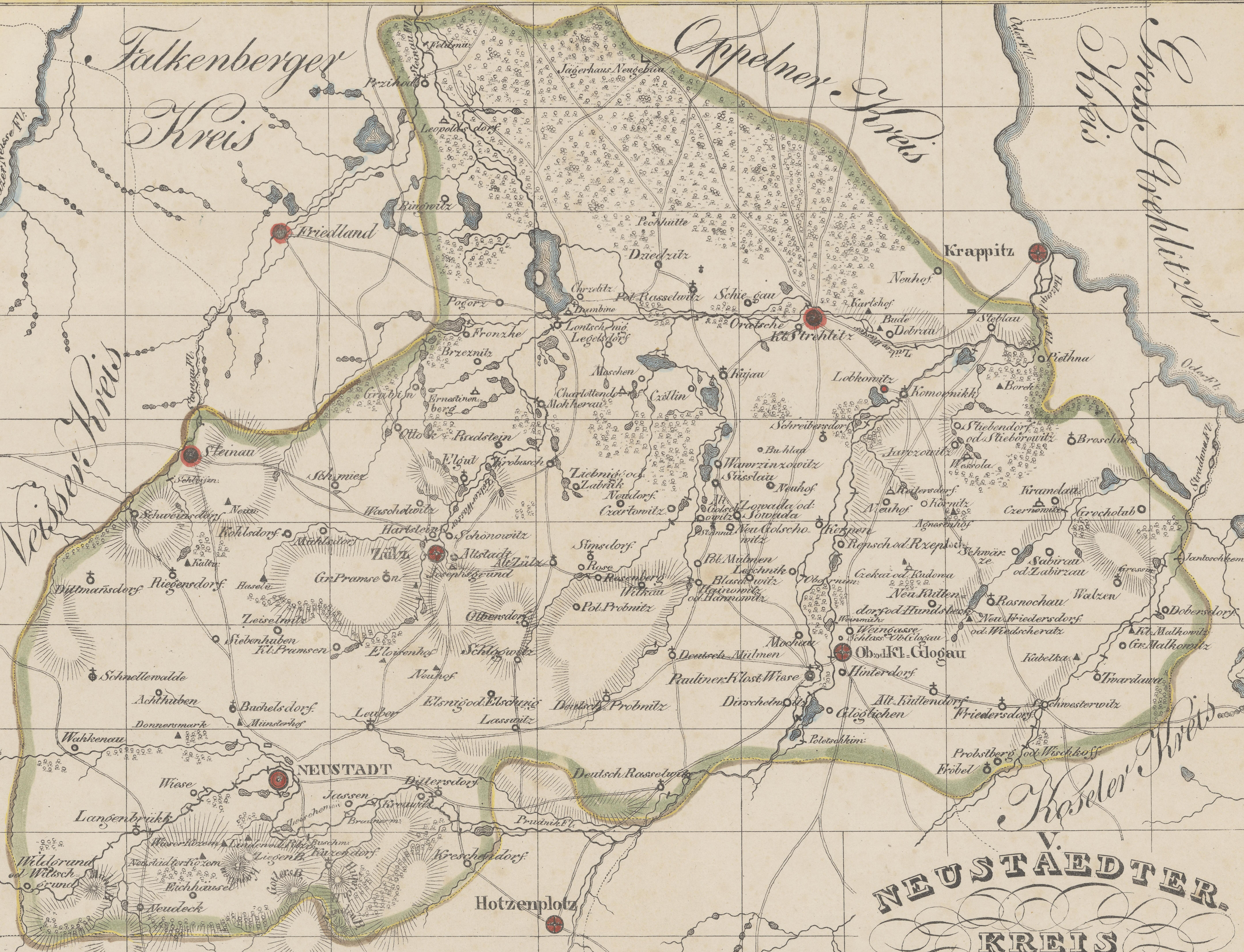
Józefówek (Neuhof) wśród miejscowości ziemi prudnickiej na mapie z XIX wieku

Do 1742 wieś należała do powiatu sądowego bialskiego w Monarchii Habsburgów. Po I wojnie śląskiej znalazła się w granicach Królestwa Prus i weszła w skład powiatu prudnickiego w prowincji Śląsk. W 1746 właścicielem folwarku Józefówek był „von Nese” (przypuszczalnie starosta prudnicki Heinrich Gottfried von Näse), który posiadał również Olszynkę.
W okresie walk o Prudnik w kwietniu i maju 1945 Rosjanie tymczasowo ewakuowali przez Józefówek do Strzeleczek niemieckich i polskich mieszkańców Prudnika i okolicznych wsi.
15 grudnia 1949 r. nadano miejscowości, wówczas administracyjnie związanej z Józefowem, polską nazwę Józefówek. Nazywana też Nowy Dwór. Według podziału administracyjnego województwa opolskiego na dzień 31 sierpnia 1964, Józefówek (Nowy Dwór), jako przysiółek Józefowa, należał do gromady Lubrza.
Przystanek kolejowy Józefówek znajduje się na terenie pobliskich Dobroszewic.